# Ramal de Reguengos
| Streckenlänge: | 40,6 km                  |                                 |                                 |
| Spurweite: | 1668 mm (Iberische Spur) |                                 |                                 |
| |                          |                                 |                                 |
| \| \| \| Linha de Évora von Casa Branca \| \| \| \| 0 \| Évora \| Évora \| \| \| \| Linha de Évora nach Vila Viçosa \| \| \| \| 9,5 \| Paço Saraiva \| Paço Saraiva \| \| \| 13,0 \| Nossa Senhora de Machede \| Nossa Senhora de Machede \| \| \| 19,1 \| Santa Susana \| Santa Susana \| \| \| 24,2 \| Balancho \| Balancho \| \| \| 29,7 \| Montoito \| Montoito \| \| \| 34,1 \| Falcoeiras \| Falcoeiras \| \| \| 37,2 \| Caridade \| Caridade \| \| \| 40,6 \| Reguengos \| Reguengos \| |                          |                                 |                                 |
| Strecke von links |                          | Linha de Évora von Casa Branca  | Linha de Évora von Casa Branca  |
| Bahnhof | 0                        | Évora                           | Évora                           |
| Abzweig ehemals geradeaus und nach rechts |                          | Linha de Évora nach Vila Viçosa | Linha de Évora nach Vila Viçosa |
| Haltepunkt / Haltestelle (Strecke außer Betrieb) | 9,5                      | Paço Saraiva                    | Paço Saraiva                    |
| Bahnhof (Strecke außer Betrieb) | 13,0                     | Nossa Senhora de Machede        | Nossa Senhora de Machede        |
| Haltepunkt / Haltestelle (Strecke außer Betrieb) | 19,1                     | Santa Susana                    | Santa Susana                    |
| Haltepunkt / Haltestelle (Strecke außer Betrieb) | 24,2                     | Balancho                        | Balancho                        |
| Bahnhof (Strecke außer Betrieb) | 29,7                     | Montoito                        | Montoito                        |
| Haltepunkt / Haltestelle (Strecke außer Betrieb) | 34,1                     | Falcoeiras                      | Falcoeiras                      |
| Haltepunkt / Haltestelle (Strecke außer Betrieb) | 37,2                     | Caridade                        | Caridade                        |
| Kopfbahnhof Streckenende (Strecke außer Betrieb) | 40,6                     | Reguengos                       | Reguengos                       |

Die Ramal de Reguengos (auch Linha do Guadiana) war eine Bahnstrecke in Portugal, die die Bezirkshauptstadt Évora mit Reguengos de Monsaraz, im Alentejo verband.  

## Geschichte
Der heute unter Ramal de Reguengos bekannte Eisenbahnanschluss ist in Wirklichkeit ein Abfallprodukt eines niemals fertiggestellten Eisenbahnprojektes in Portugal. Das Projekt wurde unter dem Namen Linha do Guadiana in Portugal bekannt. Hierbei ging es um eine direkte Eisenbahnverbindung zwischen Lissabon und Sevilla, über Évora und Zafra mit der Möglichkeit der Anbindung des Ramal de Moura, einer heute geschlossenen Strecke, die aus dem Süden von Beja kam.  Am 6. April 1927 wurde der Schienenanschluss bis Reguengos fertiggestellt, aber niemals, wie vorher geplant, weitergeführt. Seit 1988 ist der Ramal de Reguengos stillgelegt.